# GLBasic
GLBasic is een commerciële BASIC-variant met ondersteuning voor OpenGL. Het is beschikbaar voor onder andere Windows, Linux, Mac OS X, Apple's iOS en HP WebOS. Het draait ook op Pocket PC, GP2X, GP2X Wiz en Pandora Console.

## Overzicht
GLBasic begon als een geïnterpreteerde taal met 2D-commando's, maar maakt nu gebruik van de GCC compiler voor veel verschillende platforms om snel, native code resultaten te bereiken. De GLBasic precompiler "GPC" zet de eenvoudige BASIC taal in C + + code en compileert dat later. Zo kan de gebruiker GLBasic uitbreiden met het gebruik van de INLINE opdracht C / C + + code rechtstreeks te mengen met GLBasic broncode. Hierdoor kan GLBasic eenvoudig toegang van derden dynamische bibliotheken op alle platformen.
De GLBasic SDK wordt geleverd met een IDE, debugger en een grafische engine gebouwd op OpenGL (of OpenGL | ES) voor Windows, Linux, Mac OS X, iOS en WebOS. Voor handheld-apparaten (Windows Mobile, GP2X en GP2X Wiz) gebruikt GLBasic zijn eigen close-to-hardware-routines voor snelle graphics.
Voor het compileren voor de iPhone of iPad heb je een Mac nodig en de laatste versie van XCode, die gratis te downloaden is van Apple. Om daadwerkelijk het programma te starten op een iPhone of iPad (GLBasic-programma's werken niet in de emulator), moet je lid zijn van de Apple Developer Connection.

### Kenmerken
- Programma's worden geschreven in BASIC
- String en nummers worden automatisch omgezet tussen de soorten
- Arrays kunnen van vaste grootte of dynamisch zijn
- Geluid, afbeeldingen en gegevens kunnen worden gecomprimeerd tot een enkel bestand
- Gebruikers kunnen hun eigen soorten maken. Soorten binnen de soort en de dynamische scala s zijn toegestaan
- C-code kan worden opgenomen door de invoering juiste code tussen een eerste en laatste opdracht, of kan worden opgenomen tijdens de compilatie. Bovendien, voor Windows, kunnen functies binnen DLL's worden genoemd.
- Een aantal functies zijn alleen PC-formaat
- Programma's voor de IOS kunnen gebruikmaken van OpenFeint

### 3D-functies
- De 3D -engine is eenvoudig te gebruiken en onderhoudt snelle verwerking van objecten
- Objecten kunnen worden geanimeerd
- Werkt met de meeste van de populaire 3D-bestandsindelingen
- Objecten kunnen hebben schaduwen
- Een entiteitsysteem is beschikbaar als een open source library-pakket

### 2D-functies
- Sprites kunnen worden gedraaid en geschaald, en rekening houden met het mengen en teinting waarden
- Lijnen, gevuld rechthoeken en andere vormen kunnen worden getrokken

### Netwerkfuncties
- TCP / IP en UDP / IP-sockets zijn beschikbaar, evenals een hoger niveau bibliotheek gebouwd boven op de IP-sockets.

## GUI-systeem
GLBasic wordt geleverd met de broncode van DDgui, een eenvoudig te gebruiken GUI-systeem, waardoor alle ondersteunde platformen dezelfde look  hebben. Voor Windows, Linux en Mac heeft GLBasic een TCL/Tk-wrapper dat een native OS uitstraling biedt.